# Wilhelm Wenz
Wilhelm August Wenz (* 21. Oktober 1886 in Frankfurt am Main; † 12. September 1945) war ein deutscher Malakologe.
Wenz, der Sohn eines Handwerksmeisters, machte in Frankfurt sein Abitur und studierte Mathematik, Physik. Botanik und Zoologie in Heidelberg, Tübingen und Marburg und wurde 1908 summa cum laude in Marburg in Physik promoviert (Bestimmung der Schallgeschwindigkeit in Kaliumdampf und die daraus folgende Einatomigkeit seiner Molekeln). Er gehörte zur Gruppe um Wilhelm Kobelt am Senckenberg Museum und blieb als wissenschaftlicher Mitarbeiter eng mit dem Museum und seiner Molluskensammlung verbunden. Hauptberuflich war er Studienrat in Hanau. Er war einer der führenden deutschen Molluskenforscher. Außerdem war er Experte für das Tertiär des Mainzer Beckens. Er war Schriftleiter des Archivs für Molluskenkunde. Er starb an den Folgen einer Operation.

## Schriften
- Allgemeiner Teil und Prosobranchia, in Otto Schindewolf Handbuch der Paläozoologie, Teil I, Band 6, Gebrüder Borntraeger 1938–1944, Nachdruck 1960/62
- mit K. Fischer: Die Landschneckenkalke des Mainzer Beckens und ihre Fauna, Jahrbücher des Nassauischen Vereins für Naturkunde in Wiesbaden, Jahrgang Nr. 67, 1914, 30–154, Archive
- Grundzüge einer Tektonik des östlichen Teils des Mainzer Beckens, Abhandlungen Senckenbergsche Naturforschende Gesellschaft, Band 36, 1914, Heft 1
- Zur Paläogeographie des Mainzer Beckens, Geologische Rundschau, Band 5, 1914, 321
- Zur Stratigraphie und Tektonik der jüngeren Ablagerungen des Mainzer Beckens, Geologische Rundschau, Band 22, 1931, S. 169–179
- Geologischer Exkursionsführer durch das Mainzer Becken und seine Randgebiete, Heidelberg und Frankfurt 1921
- Das Mainzer Becken und seine Randgebiete : eine Einführung in die Geologie des Gebietes zwischen Hunsrück, Taunus, Vogelsberg, Spessart und Odenwald, Ehrig, Heidelberg 1921
- Verzeichnis und Revision der tertiären Land- und Süßwasser-Gastropoden des Mainzer Beckens, Neues Jahrbuch für Mineralogie, Geologie und Paläontologie Beil. 34, 1912, S. 431–512.